# Иж Планета
ИЖ Планета — дорожный мотоцикл среднего класса, предназначенный для езды по дорогам с разным покрытием. Выпускался Ижевским машиностроительным заводом с 1962 по 1967 годы. Всего выпущено 405 303 мотоцикла. Положил начало серии мотоциклов «ИЖ Планета» — «ИЖ Планета-7», последний мотоцикл которой («ИЖ Планета-7») был выпущен в 2008 году.

## История
На базе мотоцикла «Иж-56» в 1962 году освоено производство мотоцикла «Иж Планета». Экипажная часть этой модели была максимально унифицирована с «Иж Юпитером». Гарантийный пробег «Иж-Планеты» по сравнению с «Иж-56» вырос на 2 000 км, а срок службы деталей цилиндро-поршневой группы увеличен в полтора раза благодаря применению контактно-масляного воздухоочистителя. Мотоцикл отличался от предшественника новым бензобаком, легкосъемным седлом, глушителями. Вместо штампованного переднего и заднего крыла применены штамповано-сварные.

## Конструкция
На мотоцикле установлен одноцилиндровый двухтактный двигатель воздушного охлаждения с возвратно-петлевой двухструйной продувкой, с приготовлением рабочей смеси в карбюраторе и воспламенением её в цилиндре от 6-вольтового зажигания. Коленчатый вал — сборный, прессованный. Картер — блочного типа. В передней части находится кривошипная камера, в задней размещена коробка передач. Картер состоит из двух половин с разъёмом по средней продольной плоскости. Педаль ножного переключения передач и педаль кикстартера расположены с левой стороны картера коробки передач.

## Техническая характеристика
иж планета 3 гв с 1971—1977
- Габаритные размеры
  - длина — 2 115 мм[4]
  - ширина — 280 мм
  - высота — 1 025 мм
- Колёсная база 1 400 мм
- Клиренс 135 мм
- Сухой вес 158 кг
- Максимальная скорость 100 км/ч
- Ёмкость топливного бака 18 л
- Расход топлива по шоссе не более 3,7 литра на 100 км
- Топливо: Бензин А-66 (А-72) с автотракторным или специальным маслом в пропорции 25 : 1
- Преодолеваемый брод 300 мм
- Двигатель
  - Тип: двухтактный с петлевой двухструйной продувкой
  - Число цилиндров 1
  - Ход поршня 85 мм
  - Диаметр цилиндра 72 мм
  - Рабочий объём цилиндра 346 см³
  - Степень сжатия 6,7
  - Максимальная мощность 13 л. с. при 4 400 об/мин.
  - Охлаждение воздушное
  - Система смазки совместная с топливом
  - Тип карбюратора К-28И
- Напряжение в электросистеме 6 В
- Сцепление многодисковое, в масляной ванне
- Коробка передач четырёхступенчатая, двухходовая.
- Моторная передача безроликовая двурядная цепь, передаточное число — 2,17
- Передача от коробки на заднее колесо роликовая цепь, передаточное число — 2,47.
- Рама — трубчатая, сварная.
- Передняя вилка пружинная телескопического типа с гидравлическими амортизаторами.
- Задняя подвеска пружинная маятникового типа с гидравлическими амортизаторами
- Тип тормозов колодочные
- Тип колёс легкосъёмные, с тангентнорасположенными спицами.
- Размер шин 3,25-19"

## Модернизации
«Иж Планета» послужил началом целой серии мотоциклов:
- «Иж Планета-2» (1965—1975 гг.) — Повышена мощность двигателя до 15,5 л. с. Вместо штампованных стальных ступиц колёс применены литые из алюминиевого сплава.
- «Иж Планета-3» (1970—1977 гг.) — Новая форма бензобака, инструментальных ящиков, грязевых щитков. Впервые — появление двухцветной окраски на части мотоциклов. Традиционная схема — грязевые щитки бирюзового, синего, лазоревого цвета. А бак выдержан в серых тонах. Взамен привычных по прежним моделям, подрессоренных щитков «рыбок», рассчитанных на колеса 19" и бака в форме капли — появились круглые (передний неподрессоренное), более технологичные при изготовлении щитки, под колеса 18". Бак стал выше, с округлым горбом и развитыми нигрипсами. Что характерно, в период освоения модели — на протяжении примерно двух лет. Мотоциклы комплектовались передним щитком нового образца, а задним — привычной «рыбкой». Более мощный двигатель (18 л. с.), более высокий руль, улучшивший посадку. Впервые на мотоциклах ИЖ установлены указатели поворотов. Модели был присвоен Государственный знак качества СССР.
- «ИЖ Планета 3-01» (1977—1981 гг.)
- «ИЖ Планета 3-02» (1981—1985 гг.)
- «Иж Планета-4» (1983—1987 гг.) — Иные внешние формы. Применена система электрооборудования с трёхфазным генератором переменного тока с напряжением 12 вольт, возбуждением постоянным током и мощностью 100 Вт. Увеличен ход передней вилки, улучшена подвеска заднего колеса. Переднее крыло циркульного типа (неглубокое). Установлены переключатели новой конструкции, для управление всеми приборами без отрыва рук от руля, замок зажигания автомобильного типа и противоугонное устройство. Появилась кнопка «аварийного запуска», замыкающая обмотку возбуждения генератора на массу, при запуске с подсевшим аккумулятором. Часть мотоциклов выпускалась с крашеными грязевыми щитками, а часть с хромированными.
  - «Иж Планета-5» (1987—2008 гг.) — получил новый цилиндр с фланцевым креплением глушителя. Соответственно, вместо двух глушителей, унифицированных с мотоциклами семейства «Юпитер» — на мотоцикл стал устанавливаться один оригинальный глушитель, справа. Появился новый бензобак, переднее крыло, приборный щиток и задний фонарь. И заметное нововведение — двухкулачковый передний тормоз. Мощность генератора возросла до 140 Вт. В самом конце 80-х именно «Планета-5» послужила испытательным стендом для лицензионных узлов, освоенных на ИжМаше. Гидропневматическая вилка с возможностью изменения жесткости. Каждое перо можно закачивать воздухом с помощью обыкновенного шинного насоса. Литые колеса взамен спицованных. Дисковый тормоз на переднее колесо. Дисковый тормоз устанавливался только в паре с гидропневматической вилкой. Колесо могло быть как литым, так и спицованным. Существовала также модель с гидропневматической вилкой и барабанными тормозами. Как с литыми, так и со спицованными колесами. Освоение лицензионных узлов не прошло без традиционного упрощения, отехноложивания конструкции. В результате скоба дискового тормоза приобрела невиданное доселе свойство. При наступлении 90-95 % износа тормозных колодок — истончившиеся колодки покидали суппорт, намертво заклинивая переднее колесо. А вилка собиралась на некоем фиксаторе для резьбы, что в некоторых случаях делало невозможной дальнейшую разборку для ремонта и/или обслуживания.
- «Иж Планета-5-01». В 1995 году мотоцикл был модернизирован и серийно выпускался до 2007 года. На нем была применена бесконтактная система зажигания, система раздельной смазки (на части тиража), механизм выжима сцепления кулачкового типа, воздушный фильтр увеличенного объёма, иная педаль тормоза, крышки картера имели иную форму и другие изменения.
- «Иж Планета-6» — мотоцикл с экипажной частью от «Иж Планета-5» и двухтактным одноцилиндровым двигателем с раздельной системой смазки и жидкостным охлаждением. Размерность цилиндра и поршня была взята от «Иж Планета Спорт», а в остальном от «Иж Планета-5». Серийно не выпускался. Было собрано несколько мотоциклов, проходивших испытания и собрано порядка 20 двигателей, 3 из них были с пятиступенчатой коробкой передач. Один мотоцикл был с оригинальным пластиковым обвесом.
- «Иж Планета-7» (ИЖ 5.103) — мотоцикл с экипажной частью от «Иж Планета — 5» и 4-тактным 1-цилиндровым двигателем рабочим объёмом двигателя 249 см³.